# ケリー・ケリー
ケリー・ケリー（Kelly Kelly、女性、1987年1月15日 - ）は、アメリカ合衆国のモデル、プロレスラー、ディーヴァ、女優である。「露出系ディーバ」として人気を博した。
本名、バーバラ・ジーン・"バービー"・ブランク（Barbara Jean "Barbie" Blank）。フロリダ州ジャクソンビル出身。身長165cm。

## 来歴
モデル業を中心に活躍し、2006年WWE入り。OVWで活動した後、同年6月13日にECWにてデビュー。19歳でのディーヴァデビューは最年少記録である。
ECWデビュー当初は勝手にリング上や特別ステージにてストリップショーを行う露出狂ギミックであった。しかし、恋人（アングル上）のマイク・ノックスに途中で止められるというパターンが恒例であった。その後CMパンクに惹かれ、しつこいようにパンクに付きまとっていた。その言動に嫌気がさしたノックスとは破局し、パンクとも恋愛には発展しなかった。
2007年に入り、ブルック、レイラとエクストリーム・エクスポーゼを結成し、セクシーなダンスを踊るなどして活動していた。またその合間にも、WWE下部組織のFCWにてレスリングのトレーニングを受けている。
ブルックが解雇された後はエクストリーム・エクスポーゼのもう一人のメンバー、レイラと抗争を始める。
2008年7月にRAWへと移籍する。露出狂キャラを封印し、笑顔を振りまくベビーフェイスとして活躍している。2009年にはドラフトで移籍してきたマリースの持つディーヴァズ王座に挑むが王座奪取とはならなかった。
2010年4月のドラフトでSmackDown!へ移籍する。

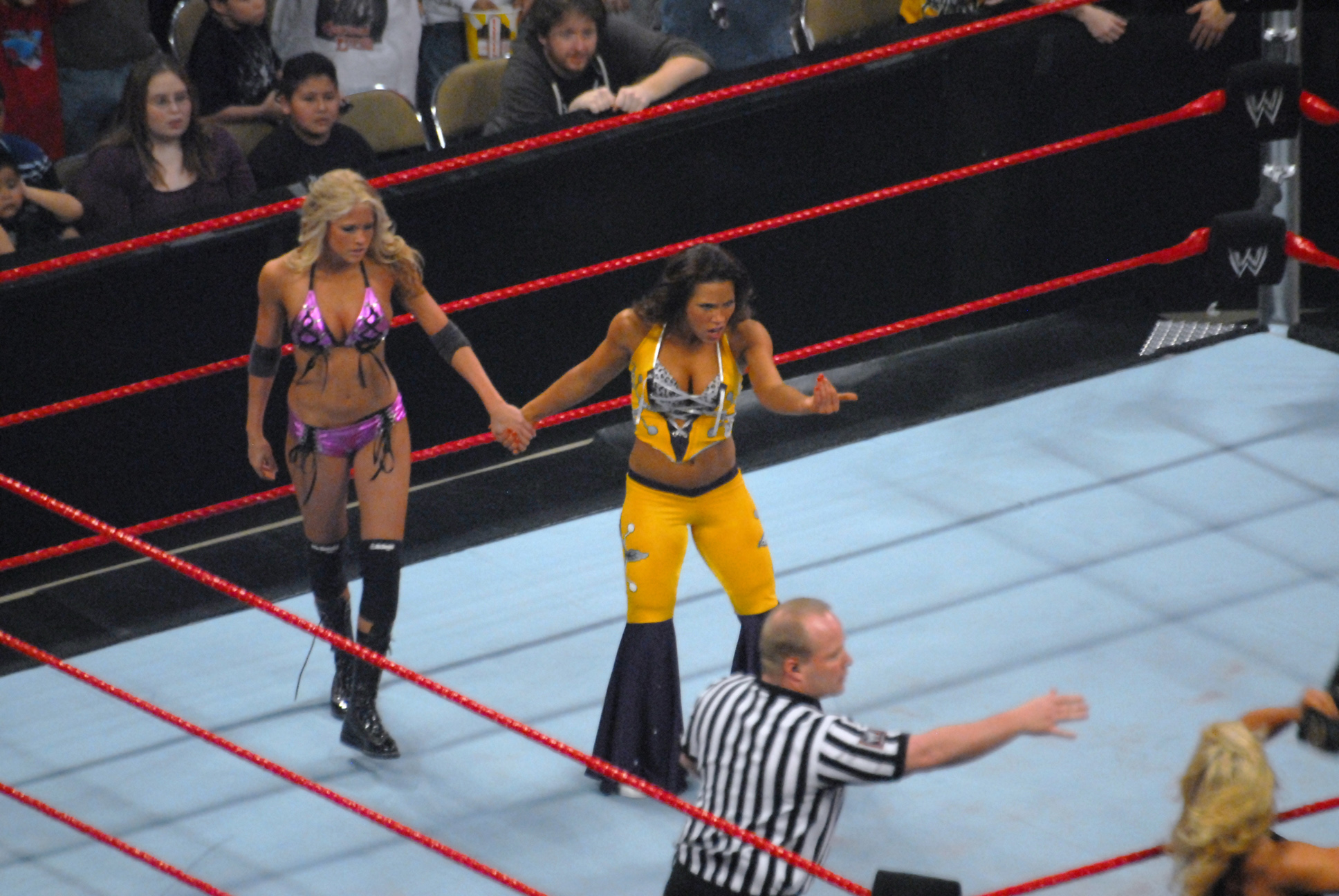

NXTシーズン3ではナオミを指導するプロとして登場した。
2011年4月末に行われた追加ドラフトでRAWに移籍した。2012年9月末に契約解除。
2018年1月22日に行われたRAW25周年スペシャルに出演し、WWEの歴史を彩った女性の1人として表彰された。また1月28日に行われた女子ロイヤルランブルに19番目で出場し、ナイア・ジャックスに敗れた。
2019年7月22日、「RAW REUNION」において女性初の24/7王者になった。
2020年1月26日に行われたロイヤルランブルに21番目で出場し、シャーロット・フレアーに敗れた。

## その他
2014年8月1日、交際していたNHL選手のシェルドン・スーレイと婚約した。

## 得意技
- K2

ジョニー・エースのギロチン式エース・クラッシャーと同型の技。
- ヘッドシザーズ･ホイップ
- スティンクフェイス
- ブルドッギング・ヘッドロック

## 獲得タイトル
- 統一ディーヴァズ王座 : 1回
- 24/7王座 : 1回

## 入場曲
- Holla (Desiree Jackson)

## 参照
1. ↑  “元WWE「露出系ディーバ」ケリー・ケリーが緑ビキニ姿を公開　レスラーとして活動継続中”.   日刊スポーツ (2022年8月27日). 2022年8月28日閲覧。
2. ↑  Diva Dirt:Kelly Kelly Gets Engaged